# ديبورا كوكس
ديبورا كوكس (بالإنجليزية: Deborah Cox)‏ (و. 1974  م) هي مغنية، وموسيقية، وممثلة أفلام كندية، ولدت في تورونتو.
.

## وصلات خارجية
- ديبورا كوكس على موقع IMDb (الإنجليزية)
- ديبورا كوكس على موقع ميوزك برينز (الإنجليزية)
- ديبورا كوكس على موقع قاعدة بيانات برودواي على الإنترنت (الإنجليزية)
- ديبورا كوكس على موقع أول ميوزيك (الإنجليزية)
- ديبورا كوكس على موقع ديسكوغز (الإنجليزية)
- ديبورا كوكس على موقع قاعدة بيانات الفيلم (الإنجليزية)

- ديبورا كوكس في قاعدة بيانات الأفلام على الإنترنت